# Пилипенко, Михаил Михайлович
Михаил Михайлович Пилипенко (29 августа 1919, Сумы, Сумский уезд, Харьковская губерния, Украинская Советская Социалистическая Республика — 14 августа 1957, Свердловск, РСФСР, СССР) — советский журналист, редактор, поэт.

## Биография
Родился в городе Сумы в семье рабочего-столяра. В 1937 году поступил в Одесский институт водного транспорта, но уже в 1938 оставил его и зачислился в Харьковский государственный университет на философский факультет.
В 1941 году по окончании третьего курса вместе с товарищами по университету добровольцем ушёл на фронт, дважды был ранен.
В 1942 году отправлен на лечение в Свердловск. После выписки работал на Уралмашзаводе. С марта 1944 года — на комсомольской работе, был членом бюро Свердловского обкома ВЛКСМ.
В 1948 году окончил историко-филологический факультет Уральского государственного университета. С 1 июня 1949 года, после возобновления издательства, работал заместителем редактора молодёжной газеты «На смену!». Позже стал редактором данной газеты.
Первый сборник стихов Михаила Пилипенко был издан в 1950 году.
Сотрудничал с композитором Евгением Родыгиным. Результатом их труда стали песни, написанные для Уральского народного хора — «Небо тёмно-синее», «Уральская рябинушка» («Ой, рябина кудрявая»).
В 1956 году из-за семейных сложностей вынужден был покинуть пост редактора газеты «На смену!». Пилипенко впал в депрессию, итогом которой стало самоубийство поэта 14 августа 1957 года. Похоронен на Ивановском кладбище.